# Línia R1 (Rodalia de Barcelona)
La línia R1 és un servei ferroviari de rodalia que forma part de Rodalies de Catalunya, operat per Renfe Operadora, que circula per les línies de ferrocarril d'ample ibèric propietat d'Adif. El servei connecta les estacions de Molins de Rei i Maçanet-Massanes i també és anomenat línia del Maresme o línia de la costa.

## Història

### Rodalies

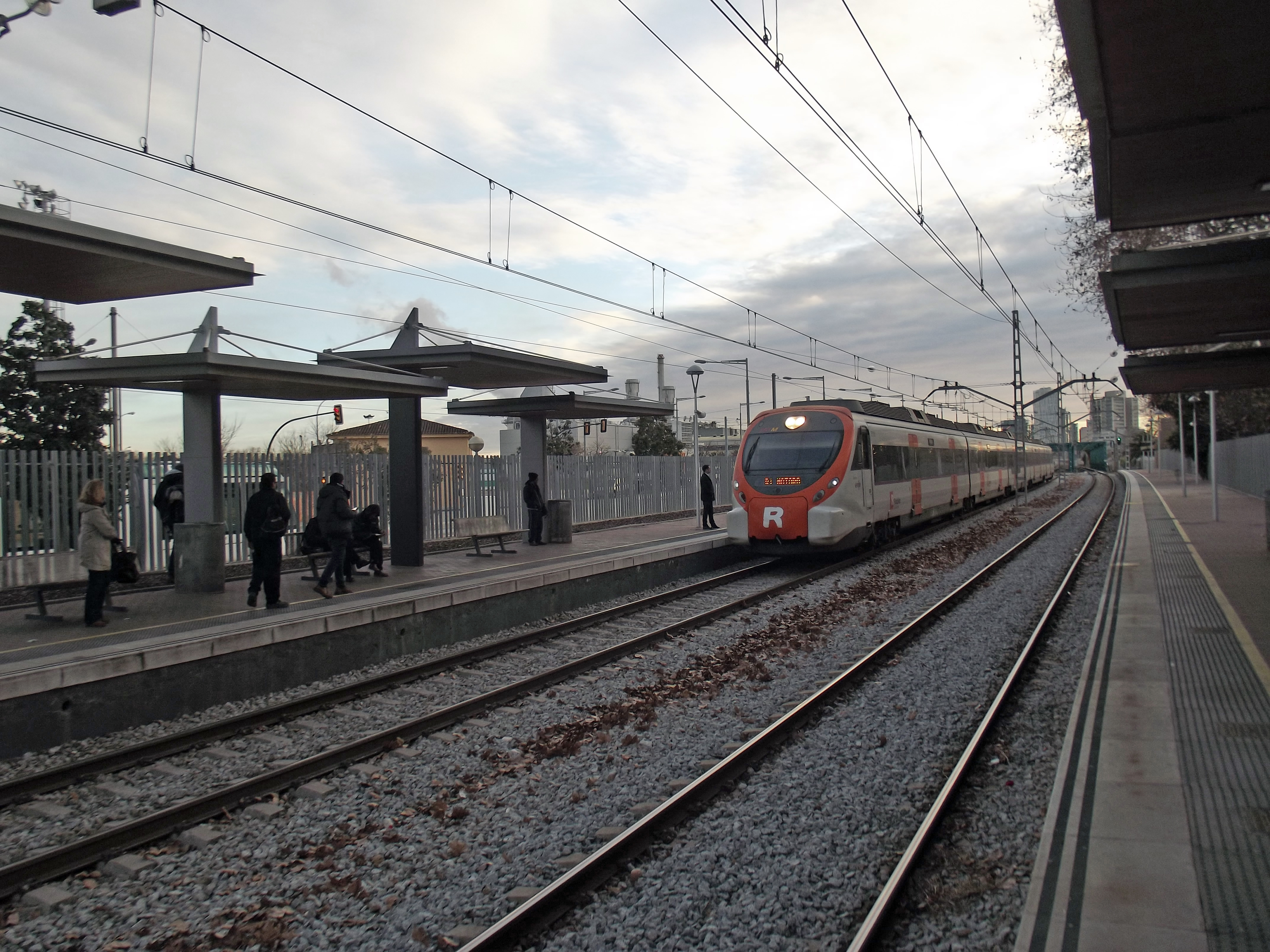
Estació de Sant Adrià de Besòs.

El 1980 RENFE va crear Cercanías, en el marc d'un pla de millores per "trencar la mala imatge de Renfe", que va suposar la instauració de 162 serveis de rodalia nous i la millora d'altres existents, el Plan General Ferroviario va suposar la modernització de la xarxa. El 1984 la companyia va passar a organitzar-se en unitats de negoci creant Cercanías Renfe, posteriorment Rodalies Renfe a Catalunya, i l'any 1985 es va reoganitzar i va sorgir un nou disseny per al servei de rodalia.
Anteriorment Renfe Operadora utilitzava una C de Cercanías per numerar les línies, en aquest cas C1. Posteriorment van conviure amb la R de Rodalies fins al traspàs del servei de "Rodalies Barcelona" a la Generalitat de Catalunya, que es va fer efectiu l'1 de gener de 2010, i la lletra R va passar a ser l'única lletra distintiva dels serveis de rodalia de Barcelona.

### Línia

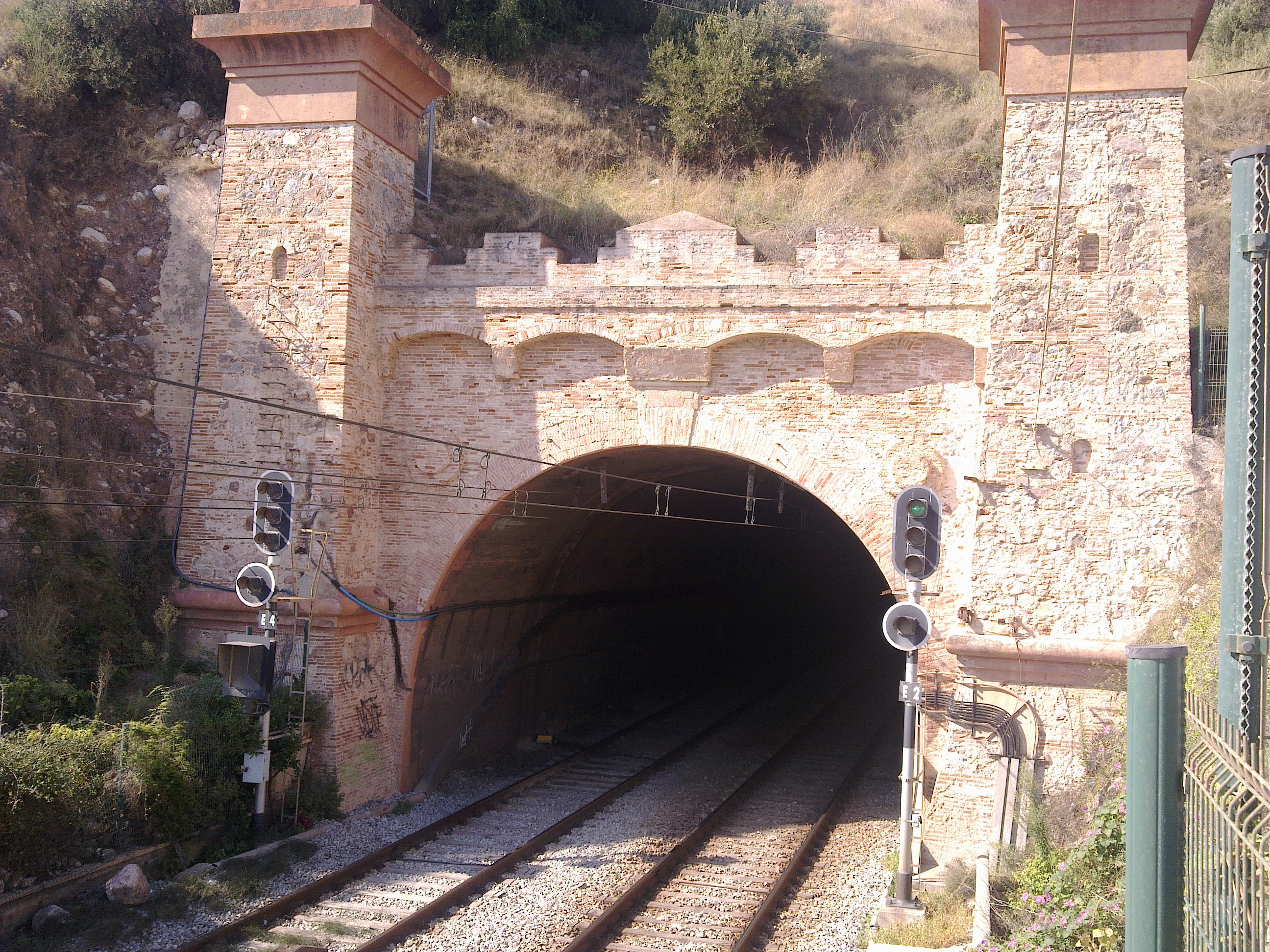
Túnel de Montgat.

El ferrocarril de Barcelona a Mataró, el primer de la península Ibèrica, inaugurat el 28 d'octubre de 1848, va néixer dins del context del procés d'industrialització que es va viure a Catalunya en la primera meitat del segle xix i que va transformar per sempre el país. Responia a les necessitats de comunicació ràpida i eficaç entre Barcelona i els centres industrials que s'havien desenvolupat tot al llarg de la costa del Maresme i especialment a Mataró. El servei es cobria amb 4 locomotores batejades amb els noms de Mataró, Barcelona, Catalunya i Besòs, que van costar dues mil lliures esterlines. La rèplica d'un dels primers trens es pot veure al Museu del Ferrocarril de Vilanova i la Geltrú.

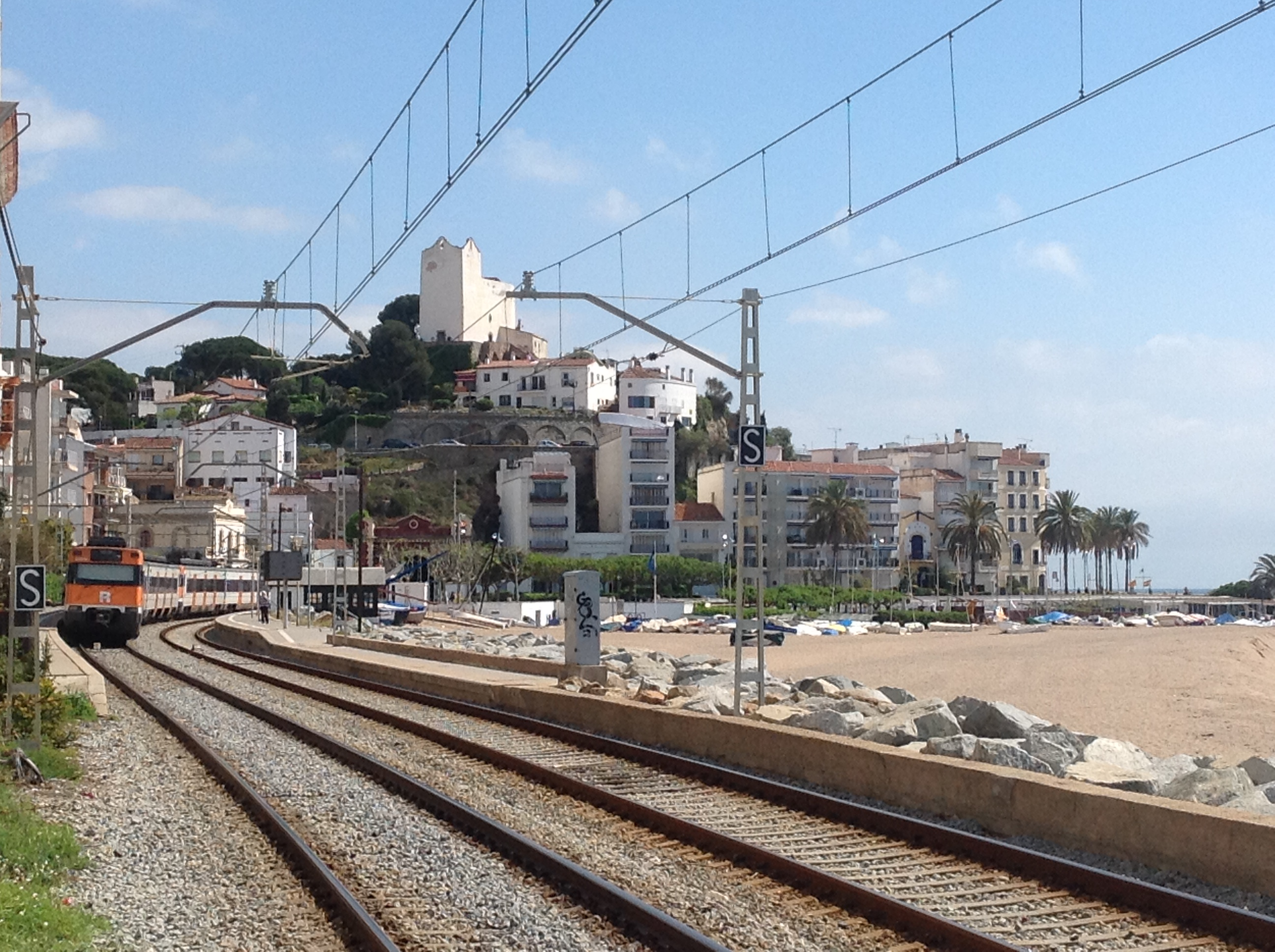
Estació de Sant Pol de Mar.

Aquesta línia es va construir gràcies a l'impuls dels industrials catalans Miquel Biada i Bunyol i Josep M. Roca. La major dificultat va ser perforar el túnel de Montgat, el primer d'Espanya. L'ample de via que es va triar va ser el de sis peus castellans, equivalents a 1.672 mm, mesura superior a la resta de xarxes ferroviàries d'Europa. La creença que la complexa orografia del país requeria un major ample per a garantir que, amb la potència de les locomotores de vapor, es poguessin superar els desnivells, va ser la causa d'una decisió que va comportar importants problemes a les comunicacions.
Posteriorment la línia de Mataró es prolongà fins a Arenys de Mar l'any 1857, arribà fins a Tordera el 1859 i finalment a Maçanet - Massanes el 1861. L'any 1948 la línia va celebrar el centenari del ferrocarril i el mateix any es va electrificar el trajecte fins a Mataró, una millora que s'estendria els següents anys a la totalitat de la línia.

## Característiques generals

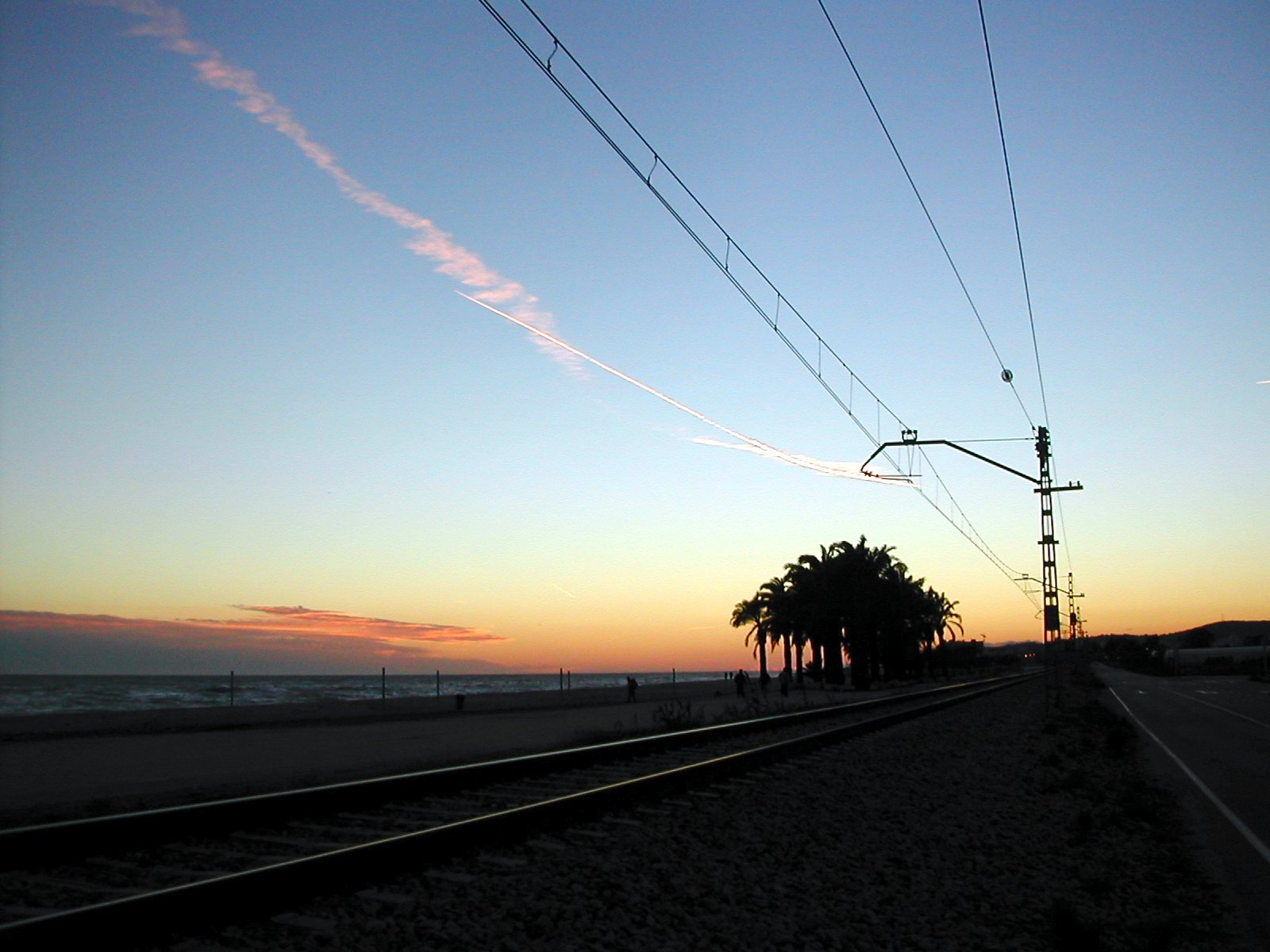
El traçat del tren a la Platja de Santa Susanna.

Transporta 39,6 milions de passatgers per any. Hi ha una mitjana de 102.214 viatgers en dia laborable i circulen una mitjana de 216 trens cada dia laborable de la sèrie 447 i Civia (463, 464 i 465). Un total de 95,1 quilòmetres de longitud fent parada a 31 estacions. Té connexions amb les línies R2, R3 i R4 i serveis regionals de Rodalies de Catalunya, serveis d'alta velocitat i llarga distància, metro de Barcelona i tramvia.
El servei transcorre principalment per les següents línies de ferrocarril:
- Línia Barcelona - Mataró - Maçanet Massanes, tota la línia.
- Línia Barcelona-Vilafranca-Tarragona, entre Barcelona i Molins de Rei.

Les estacions terminals són Molins de Rei o l'Hospitalet de Llobregat al sud, i al nord ho poden ser Mataró, Arenys de Mar, Calella, Blanes o Maçanet-Massanes.

## Estacions
Hi ha quatre estacions de la línia que estan incloses en l'Inventari del Patrimoni Arquitectònic Català: 
- Badalona
- Mataró
- Montgat
- Molins de Rei.

| Estació                        | Municipi                  | Correspondències | Zona         | Zona ATM     |
| ------------------------------ | ------------------------- | ---------------- | ------------ | ------------ |
| Cerdanyola Universitat         | Cerdanyola del Vallès     |                  | 3            | 2C           |
| Sant Cugat Coll Favà           | Sant Cugat del Vallès     |                  | 3            | 2C           |
| Rubí Can Vallhonrat            | Rubí                      |                  | 3            | 2C           |
| Castellbisbal                  | Castellbisbal             |                  | 3a           | 2B           |
| El Papiol                      | El Papiol                 |                  | 2            | 2B           |
| Molins de Rei                  | Molins de Rei             |                  | 2            | 2B           |
| Sant Feliu de Llobregat        | Sant Feliu de Llobregat   |                  | 2            | 1            |
| Sant Joan Despí                | Sant Joan Despí           |                  | 1            | 1            |
| Cornellà                       | Cornellà de Llobregat     |                  | 1            | 1            |
| L'Hospitalet de Llobregat      | L'Hospitalet de Llobregat |                  | 1            | 1            |
| Torrassa                       | L'Hospitalet de Llobregat |                  | 1            | 1            |
| Sants                          | Barcelona                 |                  | 1            | 1            |
| Plaça de Catalunya             | Barcelona                 |                  | 1            | 1            |
| Arc de Triomf                  | Barcelona                 |                  | 1            | 1            |
| El Clot                        | Barcelona                 |                  | 1            | 1            |
| Sant Adrià de Besòs            | Sant Adrià de Besòs       |                  | 1            | 1            |
| Badalona                       | Badalona                  |                  | 1            | 1            |
| Montgat                        | Montgat                   |                  | 1            | 1            |
| Montgat Nord                   | Montgat                   |                  | 1            | 1            |
| El Masnou                      | El Masnou                 |                  | 2            | 2E           |
| Ocata                          | El Masnou                 |                  | 2            | 2E           |
| Premià de Mar                  | Premià de Mar             |                  | 3            | 2E           |
| Can Pou - Camp de Mar          | sense servei              | sense servei     | sense servei | sense servei |
| Vilassar de Mar                | Vilassar de Mar           |                  | 3            | 2E           |
| Cabrera de Mar-Vilassar de Mar | Cabrera de Mar            |                  | 3            | 2E           |
| Mataró Oest                    | Mataró                    |                  | 4            | 3E           |
| Mataró Centre                  | Mataró                    |                  | 4            | 3E           |
| Mataró Est                     | Mataró                    |                  | 4            | 3E           |
| Mataró                         | Mataró                    |                  | 4            | 3E           |
| Sant Andreu de Llavaneres      | Sant Andreu de Llavaneres |                  | 4            | 3E           |
| Caldes d'Estrac                | Caldes d'Estrac           |                  | 4            | 3E           |
| Arenys de Mar                  | Arenys de Mar             |                  | 4            | 4H           |
| Canet de Mar                   | Canet de Mar              |                  | 4            | 4H           |
| Sant Pol de Mar                | Sant Pol de Mar           |                  | 5            | 4H           |
| Calella                        | Calella                   |                  | 5            | 4H           |
| Pineda de Mar                  | Pineda de Mar             |                  | 5            | 4H           |
| Santa Susanna                  | Santa Susanna             |                  | 5            | 5H           |
| Malgrat de Mar                 | Malgrat de Mar            |                  | 5            | 5H           |
| Blanes                         | Blanes                    |                  | 6            | 5H           |
| Tordera                        | Tordera                   |                  | 6            | 5H           |
| Maçanet-Massanes               | Maçanet de la Selva       |                  | 6            | 6G           |

## Futur
La nova opció, será el perllongament de la línia per vies existents desde Molins de Rei fins a Cerdanyola Universitat passant per l'estació de Castellbisbal on hi farà un canvi de maniobres per a dur a terme la direcció al seu destí. 
Hi havien dues opcions de canvis en el recorregut, el primer preveuria que la línia incorpori el tram sud de l'R2, des de Sant Vicenç de Calders fins a Bellvitge. La línia Sant Vicenç de Calders - Maçanet-Massanes (línia de la costa) englobaria dos tipus de serveis: un primer Sant Vicenç de Calders - Mataró i un segon des de l'Aeroport fins a Maçanet-Massanes.
La segona opció consideraria que els serveis s'allarguessin pel Baix Llobregat amb la línia de nova construcció Cornellà-Castelldefels. Com a punt fort de la proposta és que la operativitat s'adaptaria millor per demanda i per la sola circulació de trens només de rodalia.
Al principi dels 90 es va projectar un nou ramal ferroviari des de Blanes fins Lloret de Mar, el nucli de població més gran de Catalunya sense servei ferroviari, però l'oposició de l'Ajuntament de Lloret ha frenat, fins avui, el projecte. Els trens que acaben actualment a Blanes continuarien fins a Lloret.